# Pachycraerus raffrayi
Pachycraerus raffrayi är en skalbaggsart som beskrevs av Lewis 1879. Pachycraerus raffrayi ingår i släktet Pachycraerus och familjen stumpbaggar. Inga underarter finns listade i Catalogue of Life.